# Tatort: Der kalte Fritte
Der kalte Fritte ist ein Fernsehfilm aus der Krimireihe Tatort. Der vom MDR produzierte Beitrag wurde am 11. Februar 2018 im Ersten ausgestrahlt. In dieser 1047. Tatort-Folge ermitteln die Weimarer Kommissare Lessing und Dorn in ihrem sechsten Fall.

## Handlung
Alonzo Sassen, ein Milliardär, wird bei einem Einbruch getötet. Sassens deutlich jüngere Frau Lollo überrascht den Täter und erschießt ihn – augenscheinlich in Notwehr. Die Kommissare Dorn und Lessing untersuchen den Tatort, und Lessing sieht in den Positionen von Sassens Schussverletzungen („Herz, Hirn, Hoden“) eine Analogie zu einem Rotlichtmilieu-Mord in Hamburg, bei dem „der grobe Klaus“ – vermutlich ein Auftragskiller – nie gefasst wurde. So wie es aussieht, sollte Sassens wertvolles Bild Weiches Hart gestohlen werden. Dorn hält es durchaus für möglich, dass Lollo Sassen selbst ihren Mann loswerden wollte und den Täter nun gleich miterledigt hat. Deshalb wird sie observiert, die Ermittler folgen ihr ins Bordell „Chez Chériechen“. In dem von Fritjof „Fritte“ Schröder geführten Etablissement hatte sie vor ihrer Ehe als Tänzerin gearbeitet.
Der Bruder des Bordellbesitzers Fritte, Martin Schröder, steht kurz vor dem finanziellen Ruin. Seine Frau Cleo ist jedoch Eigentümerin eines Steinbruchs in der Nähe Weimars, den sie verkaufen will: Mit seinen besonderen geologischen Formen ist dieser ein möglicher Standort für das geplante „Goethe-Geomuseum“. Der Verkauf würde die Schröders finanziell retten, die Schmerzensgeld an den im Steinbruch verunglückten „Rolf im Rollstuhl“ zahlen müssen. Allerdings hatte Sassen angekündigt, der Stadt ein anderes geeignetes Grundstück am Frauenplan, dem Standort von Goethes Wohnhaus, zu schenken. Dies wurde durch Sassens Ermordung verhindert – zu Gunsten von Martin und Cleo. Ein Umstand, der Martin Schröder zum Verdächtigen werden lässt. Allerdings haben Martin und sein Bruder Fritjof nicht das beste Verhältnis zueinander. Und so hält es Dorn für möglich, dass Fritjof Schröder eigene Interessen bei den Grundstücksgeschäften hat. Der Verdacht von Spekulationsgeschäften erhärtet sich, als die Ermittler herausfinden, dass Schröders Tochter Simone bei Architekturprofessor Ilja Bock arbeitet. Dieser ist an der Bauhaus-Universität Vorsitzender der Jury, die über den Standort des Museumsbaus entscheidet.
Eines Nachts wird Bock mit einer Büste von Walter Gropius erschlagen. Lessing und Dorn finden Anhaltspunkte für ein Verhältnis zwischen Bock und Martin Schröders Frau Cleo. Sie laden die Schröders aufs Präsidium und machen ihnen klar, dass sie nach Lage der Dinge für die Morde verantwortlich gemacht werden. Cleo hatte mit Bock angebändelt, um die Entscheidung der Stadt zum Kauf für den Steinbruch zu beeinflussen. Weil Sassens Schenkung dies hinfällig gemacht hätte, wurde er umgebracht, und als sich Bock trotzdem nicht für den Steinbruch, sondern ein anderes Grundstück in Tiefurt entschied, wurde auch er umgebracht. Die Schröders leugnen jedoch derartige Pläne und Taten. Da diese nur Vermutungen der Ermittler sind, bleibt das Paar auf freiem Fuß. Zur Sicherheit überprüfen sie die Eigentumsverhältnisse des Grundstücks in Tiefurt, das einer Offshore-Firma gehört, an der u. a. Bock beteiligt ist. Um ihre Vermutung zu überprüfen, dass auch Fritjof Schröder daran beteiligt ist und ein Motiv hätte, lenkt ihn Dorn durch eine Bewerbung mit Vortanzen ab, während Lessing das Büro des Bordells durchsucht und die Vermutung bestätigen kann. Als Teil ihrer Bewerbung soll Dorn Sex mit Rolf im Rollstuhl haben, der jedoch gar nicht gelähmt ist und sie zu vergewaltigen versucht, was Lessing verhindern kann.
Für Martin Schröder sind die Verdächtigungen schwer zu ertragen. Er leidet bereits sehr unter seinem beruflichen Misserfolg und der Insolvenz des Steinbruchs. Nun hält er es für möglich, dass sein Bruder, nur um ihm zu schaden, die Morde eingefädelt hat. Von seiner Frau muss er nun erfahren, dass sein Bruder sogar eine Lüge in die Welt gesetzt hat, indem er Martins Tochter Simone glaubhaft davon überzeugen konnte, dass er statt Martin ihr Vater sei. Für Martin ist das Maß jetzt voll und er sucht seinen Bruder auf. Erneut erfährt er hier die Ablehnung von Fritjof, der sich auf dem Höhepunkt seines persönlichen Rachefeldzug sieht. Doch als Fritjof behauptet, Cleo hätte ihn darum gebeten, einen Killer zu besorgen, rastet Martin aus. Er schlägt seinen Bruder zusammen und bringt ihn zum Steinbruch, wo er ihn umbringen, zuvor aber auch leiden sehen will. Lessing und Dorn können Fritjof gerade noch retten, bevor Martin eine Sprengladung zündet, bei der auch Dorn in Lebensgefahr gerät. Leider hatte Fritjof mit seiner Behauptung recht und der Auftrag an den Killer war tatsächlich Cleos Idee, ebenso wie der Mord an Bock. Nach den dramatischen Ereignissen im Steinbruch gibt sie die Taten zu.
Einen Nebenschauplatz stellt das Verhältnis von Kurt Stich, dem Vorgesetzten von Lessing und Dorn, zu seinem Vater dar. Udo Stich hat eine wenig rühmliche Vergangenheit und ist lediglich stolz, dass der ihm zufolge „beste Bulle Thüringens“ sein Sohn ist, auch wenn er sich laufend in dessen Arbeit einmischt. In seiner Einschätzung fühlt er sich bestätigt, als er am Ende versucht, mit der jungen Witwe Lollo Sassen und dem wertvollen Millionengemälde Weiches Hart durchzubrennen, jedoch von seinem Sohn an einer Grenze zu Italien gestellt wird.

## Hintergrund
Der Film wurde vom 15. Mai 2017 bis zum 16. Juni 2017 in Weimar gedreht.
Der penisförmige Briefbeschwerer mit der Markenaufschrift „Scholder Porzellan“ auf Frittes Schreibtisch greift die Figur des promiskuitiven Porzellanfabrikanten Hans Christoph Scholder aus der Folge Der scheidende Schupo auf.

## Rezeption

### Kritiken
„Das Grundstücks-und-Bau-Komplott ums ‚Goethe-Geomuseum‘ entwickelt keinen Zug, die Vater-Sohn-Tragödie um Revierchef Stich geht nicht in die Tiefe. Besonders unangenehm ist der Prostitutions-Plot. […] Als ob sich aus einer Komödie heraus mal eben die riskanten Arbeitsverhältnisse im Sexarbeiterinnenmilieu erklären ließen.“

Bei der Süddeutschen Zeitung schrieb Luise Checchin: „Der Weimarer Tatort ist kein klassischer Tatort. Es geht hier um Wortwitz und Figurenzeichnung, nicht um Spannungsaufbau. Die Fälle der Kommissare Dorn und Lessing sind mehr oder weniger egal. In ‚Der kalte Fritte‘ ist der Fall aber noch ein bisschen egaler als gewöhnlich. Es scheint so, als wären selbst die beteiligten Figuren nicht sonderlich interessiert an ihren Taten und die Beziehungen zwischen ihnen sind […] seltsam steril.“
Rainer Tittelbach von Tittelbach.tv beurteilt den Film als „dramaturgisch & filmästhetisch großartig“ und schrieb: „Wieder ist es ein Genremix der unterschiedlichsten emotionalen Stimmungen und filmischen Tonlagen: Gewohnt gewitzt & flapsig geht es zu zwischen den Ermittlern, amüsant bleiben der Befragungsstil sowie das Spiel von Tschirner & Ulmen, aber es gibt auch bestens funktionierende tragische, dramatische & spannungsreiche Momente.“
Die Frankfurter Neue Presse meinte dagegen, der neue Weimarer Tatort bliebe „weit unter seinen Möglichkeiten“. Das Drehbuch nutze die „potentiell hochspannende Konstellation“ der Geschichte nicht. „Der verschachtelte Plot plätschert reichlich zäh vor sich hin“ und sorge für viel „Verwirrung“.

### Einschaltquoten
Die Erstausstrahlung von Der kalte Fritte am 11. Februar 2018 wurde in Deutschland von 9,79 Millionen Zuschauern gesehen und erreichte einen Marktanteil von 26,2 % für Das Erste.